# Lita Roza
Lilian Patricia Lita Roza, cujo nome artístico é Lita Roza (Liverpool, 14 de março de 1926 - Londres, 14 de agosto de 2008) foi uma cantora britânica.

## Biografia
Foi a mais velha de sete irmãs e começou a trabalhar cedo para ajudar no orçamento familiar.
Seu pai era espanhol, acordeonista amador e também tocava piano em clubes de Liverpool.
Aos dezesseis anos ela já cantava no New Yorker Club e, logo depois, fechou contrato com a orquestra de Harry Roy, em Londres. Trabalhou também com a orquestra de Edmundo Ros.
Decidiu abandonar do show-business aos dezoito anos, para casar com um norte-americano e viver em Miami. Isso não deu certo e ela retornou a Londres. Em 1950 ingressou na orquestra de Ted Heath, onde ficou até iniciar sua carreira solo, em 1954.
Ela foi escolhida como a melhor cantora britânica pelo New Musical Express de 1951 a 1955. Os leitores de Melody Maker também a escolheram como a melhor cantora britânica de banda de 1951 a 1952. 
O sucesso How much is that doggie in the window? deu a ela o privilégio de ser a primeira cantora britânica a atingir os primeiros lugares no Reino Unido.
Em 14 de março de 2001 foi inaugurado o "Muro da Fama" (Wall of Fame), em frente do famoso Cavern Club, numa cerimônia presidida por Lita.
Em 28 de novembro de 2002, ela fez a sua última apresentação pública na Radio Merseyside.

## Discografia
- 1951 Allentown Jail / I Wish I Knew
- 1951 I'm Gonna Wash That Man Right Outa My Hair / A Wonderful Guy
- 1952 Oakie Boogie / Raminay
- 1953 (How Much Is) That Doggie In The Window / Tell Me We'll Meet Again #1
- 1953 Seven Lonely Days / No-one Will Ever Know
- 1953 Crazy Man, Crazy / Oo! What You Do To Me
- 1954 Changing Partners / Just A Dream Or Two Ago
- 1954 Make Love To Me / Bell Bottom Blues
- 1954 Secret Love / Young A Heart
- 1954 Skinnie Minnie (Fishtail) / My Kid Brother
- 1954 Call Off The Wedding / The "Mama Doll" Song
- 1955 Heartbeat / Leave Me Alone
- 1955 Let Me Go Lover / Make Yourself Comfortable
- 1955 Tomorrow / Foolishly
- 1955 Two Hearts, Two Kisses (Make One Love) / Keep Me In Mind
- 1955 The Man In The Raincoat / Today And Ev'ry Day
- 1955 Hey There / Hernando's Hideaway #17
- 1956 Jimmy Unknown / The Rose Tattoo #15
- 1956 Too Young To Go Steady / You're Not Alone
- 1956 No Time For Tears / But Love Me (Love But Me)
- 1956 Innismore / The Last Waltz
- 1956 Hey! Jealous Lover / Julie
- 1956 Lita Roza
- 1957 Lucky Lips / Tears Don't Care Who Cries Them
- 1957 Tonight My Heart She Is Crying / Five Oranges Four Apples
- 1957 I Need You / You've Changed
- 1957 Lita Roza No.2
- 1958 Pretend You Don't See Him / Ha-Ha-Ha!
- 1958 I Need Somebody / You're The Greatest
- 1958 I Could Have Danced All Night / The Wonderful Season Of Love
- 1958 Sorry, Sorry, Sorry / Hillside In Scotland
- 1958 Nel Blu Dipinto Di Blu (Volare) / It's A Boy
- 1958 Between The Devil And The Deep Blue Sea No.1
- 1959 This Is My Town / Oh Dear What Can The Matter Be
- 1959 Allentown Jail / Once In A While
- 1959 Let It Rain Let It Rain / Maybe You'll Be There
- 1965 What Am I Supposed To Do / Where Do I Go From Here
- 1965 Keep Watch Over Him / Stranger Things Have Happened

## Citação
"We just don't make singers like Lita Roza anymore" (Nós simplesmente não fazemos mais cantoras como Lita Roza) - Elton John